# Renaissance Technologies
Renaissance Technologies LLC, també conegut com a RenTech, és un fons d'inversió nord-americà amb seu a East Setauket (Nova York), a Long Island, que s'especialitza en la negociació sistemàtica mitjançant models quantitatius derivats d'anàlisis matemàtiques i estadístiques. Va ser fundat l'any 1982 pel matemàtic Jim Simons, qui va fer de desxifrador de codis en la Guerra Freda. L'empresa és considerada com un dels fons de cobertura "més secrets i reeixits" del món.El seu fons Medallion és famós per tenir el millor rècord de la història de la inversió
El 1988, l'empresa va crear la seva cartera més rendible, el fons Medallion, que utilitzava una forma millorada i ampliada dels models matemàtics de Leonard E. Baum, perfeccionats pel algebrista James Ax, per explorar correlacions de les que puguin obtenir beneficis. Elwyn Berlekamp va tenir un paper decisiu en l'evolució de les operacions cap a la presa de decisions amb terminis més curts i basades en sistemes purs. El fons de cobertura va rebre el nom de Medallion en honor dels premis de matemàtiques que Simons i Ax havien guanyat.
El fons Medallion, el vaixell insígnia de Renaissance, gestionat en la seva major part per empleats del fons és famós per tenir el millor historial de Wall Street, amb una rendibilitat de més de 66% anualitzada abans de comissions i de l'el 39% després de comissions en un període de 30 anys, del 1988 al 2018. Renaissance ofereix dues carteres a inversors externs: Renaissance Institutional Equities Fund (RIEF) i Renaissance Institutional Diversified Alpha (RIDA).
Simons va dirigir Renaissance fins a la seva jubilació a finals de 2009. L'empresa la dirigeix ara Peter Brown (després de la dimissió de Robert Mercer). Tots dos eren informàtics especialitzats en lingüística computacional que es van incorporar a Renaissance el 1993 procedents de IBM Research. Simons va seguir exercint un paper en l'empresa com a president no executiu (va deixar el càrrec el 2021) i segueix invertint en els seus fons, en particular en l'estratègia secreta i constantment rendible de trading algorítmic coneguda com Medallion. Degut a l'èxit de Renaissance en general i de Medallion en particular, Simons ha estat descrit com el millor gestor de diners del planeta.